# سوپر ۳۰
سوپر ۳۰ (به هندی: Super 30) فیلمی محصول سال ۲۰۱۹ و به کارگردانی ویکاس باهل است. در این فیلم بازیگرانی همچون ریتیک روشن، مرونال تاکور، ویرندرا ساکسنا، پانکاج تریپاتی، آدیتا سیرواستاو، آمیت ساد و ویجی وارما ایفای نقش کرده‌اند. فیلم برگرفته شده از زندگی واقعی آناند کومار، ریاضی‌دان اهل هند است.